# Olympische Sommerspiele 2008/Teilnehmer (Vanuatu)
| Gelbes Symbol für Goldmedaillen mit stilisierten Olympischen Ringen | Graues Symbol für Silbermedaillen mit stilisierten Olympischen Ringen | Braundes Symbol für Bronzemedaillen mit stilisierten Olympischen Ringen |
| ------------------------------------------------------------------- | --------------------------------------------------------------------- | ----------------------------------------------------------------------- |
| —                                                                   | —                                                                     | —                                                                       |

Vanuatu  an den Olympischen Sommerspielen 2008 in der chinesischen Hauptstadt Peking mit drei vom Vanuatu Association of Sports and National Olympic Committee (VASANOC) benannten Athleten, zwei Frauen und einem Mann, teil.
Die beiden Leichtathleten Moses Kamut und Elis Lapenmal bekamen wegen ihrer Silbermedaillen, die sie bei den Pacific Mini Games 2005 errungen hatten, eine Wildcard für die 100-Meter-Wettbewerbe. Tommy erhielt ihren Startplatz auf Basis einer Entscheidung einer Kommission bestehend aus dem Welttischtennisverband und dem Internationalen Olympischen Komitee.
Seit 1988 war es die sechste Teilnahme des Inselstaats bei Olympischen Sommerspielen.

## Flaggenträger
Die Tischtennisspielerin Priscila Tommy trug die Flagge Vanuatus während der Eröffnungsfeier.

## Teilnehmer nach Sportarten

### Leichtathletik
- Moses Kamut
Männer, 100 m: im Vorlauf ausgeschieden
- Elis Lapenmal
Frauen, 100 m: im Vorlauf ausgeschieden

### Tischtennis
- Priscila Tommy
Frauen, Einzel: in der Qualifikationsrunde ausgeschieden